# Bolbodimyia
Bolbodimyia is een vliegengeslacht uit de familie van de dazen (Tabanidae).

## Soorten
- B. atratus (Hine, 1904)